# 익스트림 파이트 클럽
《익스트림 파이트 클럽》(영어: Female Fight Club)는 2016 공개된 미국의 영화이다.

## 출연

### 주연
- 에이미 존스턴 - 벡스 / 베카 / 레베카 역
- 코트니 팜 - 케이트 역
- 숀 패리스 - 포터 역
- 돌프 룬드그렌 - 홀트 역

### 조연
- 레비 트란 - 리사 역
- 폴레이크 오로우포에쿠 - 윈터 역
- 숀 브라운 - 미카 역
- 척 지토 - 제크 역
- 레이 고요스 - 랜든 존스 역